# 臺灣國樂團
臺灣國樂團是中華民國的國家級國樂團，目前為文化部國立傳統藝術中心的派出單位，駐團於臺北市臺灣戲曲中心。
前身為1984年成立之國立藝專實驗國樂團，原隸屬教育部；2012年5月因應文化部成立，更名為臺灣國樂團。近年來以「用國樂訴說臺灣最美的故事」、「在地取材、取才」、「以音樂連結世界和臺灣」等理念為其品牌精神，演出融合戲劇、舞蹈、美術、詩歌、文學等各類元素。出版品包含《臺灣四季》、《心花兒開滿年》、《心動．聲動》、《藍色的思念》、《樂繫古今‧ 韻迴三十》、《Mauliyav 在哪裡？》、《傾聽～臺灣土地的聲音風景》、《花漾寶島》、《生聲相傳》、《陣頭傳奇》、《越嶺～聆聽布農的音樂故事》等音樂專輯。該團亦致力於推廣國樂，常赴社區、校園進行公益巡演，也代表中華民國與他國進行文化交流。

## 歷史
1984年（民國73年）9月，國立臺灣藝術專科學校（今國立臺灣藝術大學）實驗國樂團成立，為臺灣國樂團前身。1990年2月，依據行政院核定之《實驗國樂團設置要點》更名為「實驗國樂團」，為教育部所屬，並委由國立藝術專科學校代管。1999年12月，團址由國立臺灣藝術學院（即原國立藝術專科學校）遷入國家戲劇院5樓原服裝儲藏室，作為排練與辦公場所，設行政、演出、研推三組。
2002年，行政院會議通過《財團法人國家樂團基金會設置條例》草案，進行國立實驗國樂團、國家音樂廳交響樂團（今國家交響樂團）及國立實驗合唱團的法人化，但最終未完成立法程序。2003年，教育部規劃國立實驗國樂團、國家音樂廳交響樂團及國立實驗合唱團轉型為行政法人，但最終未果。2006年，對外更名為國家國樂團（National Chinese Orchestra），簡稱NCO，設置要點團名則未變。2008年1月1日，移交國立中正文化中心代管。2008年3月6日，更名為「臺灣國家國樂團」，脫離教育部主管而併入行政院文化建設委員會新成立的國立臺灣傳統藝術總處籌備處，與國立傳統藝術中心、臺灣音樂中心、臺灣豫劇團、國光劇團同為該處之派出單位，完成樂團法制化。
2012年5月20日文建會升格為文化部後，改隸屬國立臺灣傳統藝術總處籌備處所改制之國立傳統藝術中心，更名為「臺灣國樂團」（英語：National Chinese Orchestra Taiwan，簡稱NCO）。2017年初，臺灣國樂團自國家戲劇院遷入臺灣戲曲中心，該中心為國立傳統藝術中心所屬場館。

## 樂團幹部
歷任團長為張志良、凌嵩郎、王慶臺、王銘顯、黃光男（以上5位由國立藝專校長兼任）、林昱廷、陳郁秀（代理）、陳為賢、卓琇琴、王蘭生、李永和、吳定哲（現任）、陳悅宜、劉麗貞等。樂團法制化前，專任首席指揮（音樂總監）先後為李時銘、瞿春泉；法制化後先後為溫以仁、蘇文慶、閻惠昌、江靖波。

## 外部連結
- 臺灣國樂團
- 臺灣國樂團的Facebook專頁
- YouTube上的臺灣國樂團頻道
- 臺灣國樂團的Instagram帳戶